# Mineral (banda)
Mineral fue una banda estadounidense de emo formada en Austin, Texas, en 1994. Sus integrantes fueron Chris Simpson (voz/guitarra), Jeremy Gómez (bajo), Scott McCarver (guitarra) y Gabriel Wiley (batería). La banda se disolvió en 1998 tras publicar dos álbumes de estudio.

## Historia
Mineral se formó en Austin, Texas, en 1994. Su primer lanzamiento fue el 7" Gloria/Parking Lot, producido por Kerry McDonald de Christie Front Drive y distribuido por Caulfield Records en 1995. Con este disco, la banda atrajo la atención del sello independiente Crank! Records, con quien lanzaría su primer álbum de estudio, The Power of Failing en 1995. Tras el lanzamiento de su álbum debut, Mineral lanzó un split con Jimmy Eat World y Sense Field, y permitió a las tres bandas embarcarse en una serie de conciertos.
En 1998 la banda grabó EndSerenading junto a Mark Trombino, que también produjo el primer álbum de Mineral. Sin embargo, poco después del lanzamiento de su segundo disco, el grupo se desintegró, dando paso a otras formaciones. Wiley formó Pop Unknown y trabajó con Scott McCarver en Imbroco por un breve período de tiempo. Por su parte Chris Simpson y Jeremy Gómez crearon otra agrupación que recibió considerable atención hasta su disolución en 2004, The Gloria Record.

## Reunión Tour
Tras el "nuevo resurgimiento emo" a fines de la década del 2000, muchas bandas de los 90 pertenecientes al viejo sonido emo terminaron reagrupándose una vez más, entre ellos Sunny Day Real Estate, The Jazz June, Knapsack, American Football y Texas Is The Reason, entre otros.
El 24 de abril de 2014, mediante un comunicado oficial en su página de Facebook, la banda Mineral anunció su retorno a los escenarios para celebrar muy pronto su aniversario "n°20" ya que se formaron por primera vez en 1994.
Simpson escribió una declaración sobre la reunión de la banda:
"Volver a conectar con los demás y mostrar nuevamente este material por primera vez en 17 años ha sido una verdadera alegría y placer. Los espectáculos serán la guinda del pastel. Estamos muy agradecidos por la oportunidad y las ganas de llegar a tocar para todas las personas que nos han amado a lo largo, así como los muchos que nos han descubierto a título póstumo en el camino."
La banda inició en septiembre tocando en Nueva York y terminó su gira en noviembre tocando en la ciudad de Gainesville.

## Discografía
- The Power of Failing - Crank! Records, 1995
- EndSerenading - Crank! Records, 1998
- The Complete Collection, Disc 1: The Power of Failing - Crank! Records, 2010
- The Complete Collection, Disc 2: EndSerenading - Crank! Records, 2010

## Integrantes
- Chris Simpson - guitarra y cantante
- Scott McCarver - guitarra
- Jeremy Gómez - bajo
- Gabriel Wiley - batería